# Neophaedusa spelaeonis
Neophaedusa spelaeonis é uma espécie de gastrópode  da família Clausiliidae.
É endémica de Japão.